# نموخوویتسه
نموخوویتسه (به چکی: Nemochovice) یک منطقهٔ مسکونی در جمهوری چک است که در ناحیه ویشکوو واقع شده‌است. نموخوویتسه ۱۰٫۵۸ کیلومتر مربع مساحت و ۲۷۰ نفر جمعیت دارد و ۲۸۰ متر بالاتر از سطح دریا واقع شده‌است.